# Битва под Каневом (1662)
Битва под Каневом — сражение эпохи русско-польской войны 1654—1667 годов и гражданской войны в Гетманщине, известной как «Руина». Произошло 26 июля 1662 года между русско-казацким войском во главе с князем Григорием Ромодановским и казацким войском Юрия Хмельницкого, усиленным польскими и крымско-татарскими отрядами, а также западными наёмниками. Окончилось разгромом войска Юрия Хмельницкого и его отступлением на Правобережную Украину.
По численности участников и потерям проигравшей стороны Каневская битва относится к крупнейшим полевым сражениям XVII века и является самой большой русской победой в войне 1654—1667 годов.

## Предыстория
После свержения изменившего России Ивана Выговского гетманскую булаву в 1659 году обрёл сын Богдана Хмельницкого Юрий Хмельницкий, который обновил в Переяславе присягу на верность царю и продолжил борьбу с польской Короной. Однако в битве под Чудновом, когда русская армия оборонялась от превосходящего её польско-татарского войска, Юрий Хмельницкий не пришёл ей на помощь, заключив с поляками Слободищенский трактат. Этот шаг вызвал очередной раскол в Гетманщине, поскольку вскоре от Хмельницкого отложился ряд левобережных полков. Наиболее видным деятелем оппозиции против Хмельницкого был переяславский полковник Яким Сомко. С помощью крымских татар Хмельницкий предпринял в 1661 и 1662 годах несколько попыток овладеть Переяславом, однако все они были отбиты русским гарнизоном города и казаками Сомко. Неудачными были также военные действия на Левобережье чигиринского полковника Ивана Богуна весной 1662 года. Когда во время последней осады в июле 1662 года на помощь Переяславу пришло войско Григория Ромодановского, Хмельницкий снял осаду и отступил на юго-восток к Каневу, где стал на левом берегу Днепра лагерем. Здесь его настигло войско Ромодановского и Сомко.

## Состав войск
Перед началом битвы Хмельницкий располагал 20-тысячным войском, в которое входили 14 тысяч казаков правобережных полков, около 4 тысяч поляков и их наёмников, а также 2 тысячи крымских татар. В его войске насчитывалось 22 (по другим данным, 24) пушки, все они позднее достались в качестве трофеев победителям. Противостоящее ему войско состояло из 11,5 тысяч ратников в полку князя Ромодановского, которому переяславский воевода князь Волконский-Веригин дал в подкрепление ещё 3 тысячи человек. В составе царского войска находились отряды рейтар и конных копейщиков «Нового строя», во главе которых стояли западные офицеры. Также в подчинении у Ромодановского находился нежинский полковник Василий Золотаренко с 3 тысячами казаков, который из-за личного конфликта с Сомко отказался подчиняться его командованию. Сомко возглавлял остальные левобережные полки численностью до 10,5 тысяч человек. Объединённое войско обладало 19 орудиями Ромодановского и неизвестным количеством левобережных казачьих пушек.

## Ход сражения
Зная о приближении войска неприятеля, войско Хмельницкого окопалось в таборе и послало навстречу Ромодановскому конный отряд, надеясь застать его на марше врасплох. Внезапной атаки не получилось, поскольку войско Ромодановского шло в боевом порядке. Конница вернулась к Хмельницкому ни с чем. В этот момент крымские татары, почуяв опасность, покинули гетмана и поспешно отошли от Канева. Когда царско-левобережное войско подошло к лагерю Хмельницкого на расстояние пушечных выстрелов, Хмельницкий выслал против него свою конницу. Она сразилась с казаками Сомко, находившимися в авангарде наступающей армии. Когда в бой вступили рейтары и конные копейщики Ромодановского, правобережные казаки дрогнули и начали отступать.
На их плечах ратники Ромодановского и Сомко ворвались в лагерь. Многие правобережные казаки, спасаясь бегством, принялись переправляться вплавь через Днепр. Согласно Летописи самовидца, бегущие «так в Днепр скочили и так Днепр наполонили, же за людом мало и води знати было». Большинство источников сходятся на том, что основная часть колоссальных потерь Хмельницкого пришлась на утонувших, что косвенно подтверждается шириной Днепра в этом месте — более 1000 м. Польский летописец Иоаким Ерлич сообщает также о том, что выплывших на правый берег казаков и поляков ловили и добивали настроенные против них окрестные селяне. Часть спасшихся изловил и предал смерти отложившийся от Хмельницкого каневский полковник Иван Лизогуб.
Сам Хмельницкий с частью своих сторонников скрылся в ближайшем лесу, а позднее вышел к переправе через Днепр. Два польских драгунских полка, включавшие в том числе немецких и валашских наёмников, с частью казаков остались оборонять обоз, но были все истреблены или взяты в плен.
Со слов участников битвы, всё сражение продолжалось 3—4 часа.

## Потери
Весь обоз Хмельницкого с запасами и пушками достался Ромодановскому и Сомко. Также победителям достались 117 знамён, 22 пушки и 25 литавр. В плен к русским попали несколько именитых военачальников, в том числе польский полковник Станислав Вевёрский, давший на допросе много полезных показаний. Пленные поляки и немцы были отправлены к царю в Коломенское.
Хотя в ряде казацких летописей и других письменных источников о битве число погибших со стороны Хмельницкого колеблется от 10 до 20 тысяч человек, исследователь Каневской битвы Игорь Бабулин считает их завышенными, а наиболее достоверными — данные Мартина Майера в «Theatrum Europaeum», предполагая, что последний имел доступ к тайным докладам Юрия Хмельницкого королю о реальных потерях. По данным Майера, войска Речи Посполитой потеряли около двух тысяч человек, что хорошо соотносится с исчезновением ряда хоругвей в 1662 году из коронных компутов. Это позволяет больше доверять и данным Майера о потерях непосредственно казаков Хмельницкого — 6000 человек или около 40 % его изначального войска.
Потери со стороны Ромодановского и Сомко Бабулин оценивает как не более чем две—три сотни бойцов. Это были чисто боевые потери до начала массового бегства казаков с поля боя. Большая диспропорция потерь победивших и проигравших являлась нередким явлением той эпохи, поскольку наибольший урон проигравшая сторона несла при массовом бегстве и попытках переправляться через реки, что и имело место в данном случае.

## Последствия
После поражения под Каневом Юрий Хмельницкий, спрятавшийся в лесу и избежавший плена, отступил с небольшим отрядом в Черкассы. Помня о чудновской катастрофе, которой закончился поход на Правобережье двумя годами ранее, русское командование вело себя осторожно и приняло решение послать вслед за Хмельницким лишь небольшой 5-тысячный отряд во главе с Михаилом Приклонским. Его задачей было приведение к присяге ряда правобережных полков, что облегчило бы последующий крупномасштабный поход. Приклонский занял Черкассы и несколько соседних городов. Однако к Хмельницкому в этот переломный момент подошло крупное крымское войско, возглавляемое татарскими царевичами. Крымское ханство опасалось чрезмерного усиления Москвы за счёт контроля Гетманщины по обе стороны Днепра. Узнав о приходе крымского войска, Приклонский повернул на восток, надеясь соединиться с основным войском Ромодановского, которое всё ещё находилось на левом берегу. На переправе близ Бужина 25-тысячное войско крымских татар и Хмельницкого настигло отряд Приклонского и сильно потрепало его в битве под Бужином.
Тем не менее Хмельницкий был уже не в состоянии подчинить себе Левобережье. Вследствие разгрома под Каневом он окончательно утратил авторитет военачальника среди казаков и  вскоре сложил гетманскую булаву.

## Память о битве
Вскоре после окончания русско-польской войны битва под Каневом предалась забвению. Причиной этому было то обстоятельство, что противниками русской армии были казаки Правобережной Украины, сражавшиеся на стороне польского короля, и неформальное табу на изучение истории конфликтов русских и украинцев, существовавшее в имперский период и советское время. Вплоть до недавних пор Каневская битва, несмотря на её масштабы, была едва известна даже историкам и практически не упоминалась в справочниках и энциклопедиях. В настоящее время сложность в изучение битвы добавляет факт затопления поля сражения водами Каневского водохранилища в 1974—1976 годах.